# Andrew Kevin Walker
Andrew Kevin Walker (Altoona, 14 de agosto de 1964) é um roteirista americano, conhecido por ter escrito o argumento de Os Sete Pecados Mortais (1995), nomeado para um prémio BAFTA de melhor roteiro original, e vencedor do prémio de Melhor Argumento nos Saturn Awards, e o argumento de A Lenda do Cavaleiro sem Cabeça (1999).